# امجد اقبال
امجد اقبال (انگلیسی: Amjad Iqbal؛ زادهٔ ۲ مهٔ ۱۹۸۳) بازیکن فوتبال اهل بریتانیا است.
از باشگاه‌هایی که در آن بازی کرده‌است می‌توان به باشگاه فوتبال برافورد پارک آونیو، باشگاه فوتبال فارسلی سلتیک، باشگاه فوتبال تاکلی، باشگاه فوتبال یونایتد آف منچستر، و باشگاه فوتبال برادفورد سیتی اشاره کرد.
وی همچنین در تیم ملی فوتبال پاکستان بازی کرده‌است.